# ジェームズ・デーヴィッド・スマイリー
ジェームズ・デーヴィッド・スマイリー（James David Smillie、1833年1月16日 - 1909年9月15日）は、アメリカ合衆国の版画家、画家である。画家としては風景画を描いた。書籍の挿絵を制作し、切手などの原版彫刻もした。

## 略歴
ニューヨークで生まれた。父親のジェームズ・スマイリー(James Smillie: 1807–1888)はスコットランド生まれの彫金家で、家族とカナダに移った後、1829年にニューヨークに移った人物である。父親から彫金の技術を学び、版画家の叔父のウィリアム・カミング・スマイリー(William Cumming Smillie: 1813–1908)からエングレービングの技術を学んだ。弟のジョージ・ヘンリー・スマイリー(George Henry Smillie: 1840-1921)も風景画家になった。
ナショナル・アカデミー・オブ・デザインで学んだ。紙幣などの原版彫刻やイラストレーションの仕事をした。ジェイムズ・フェニモア・クーパーの小説などの挿絵を描いたイラストレーターのダーリー(F.O.C.Darley: 1822-1888)の製版の仕事をした。
1864年に初めて油絵を出展し、1865年にナショナル・アカデミー・オブ・デザインの準会員に選ばれ、1876年には正会員に選ばれた。1866年に創立されたアメリカ水彩画協会American Watercolor Societyの創立メンバーであり、役員や会長も務めた。ニューヨーク・エッチング・クラブ(New York Etching Club)の会員でもあった。
画家としては風景画を描いた。

## 作品

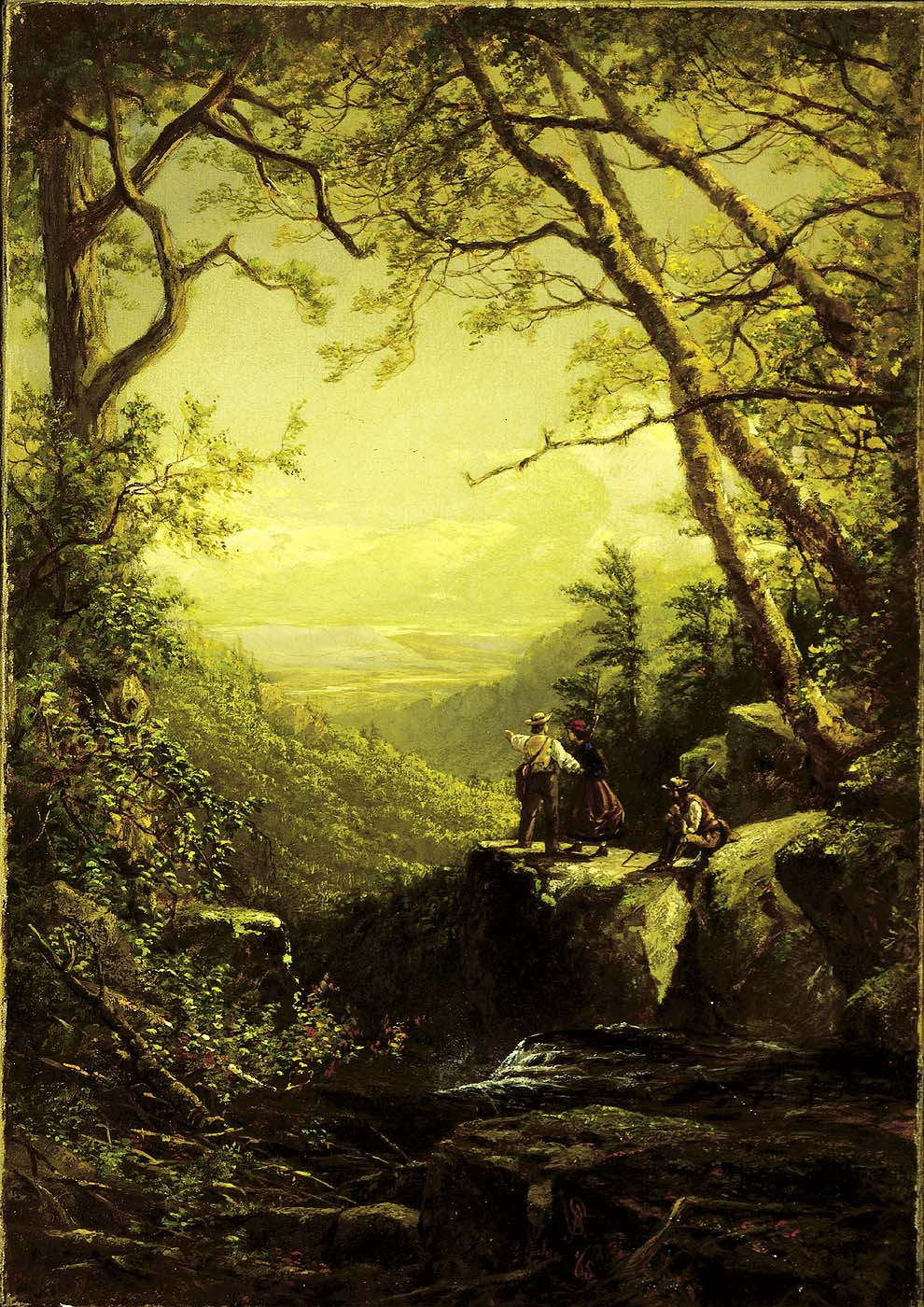
(油彩）"Kaaterskill Clove" (1865) Smithsonian American Art Museum
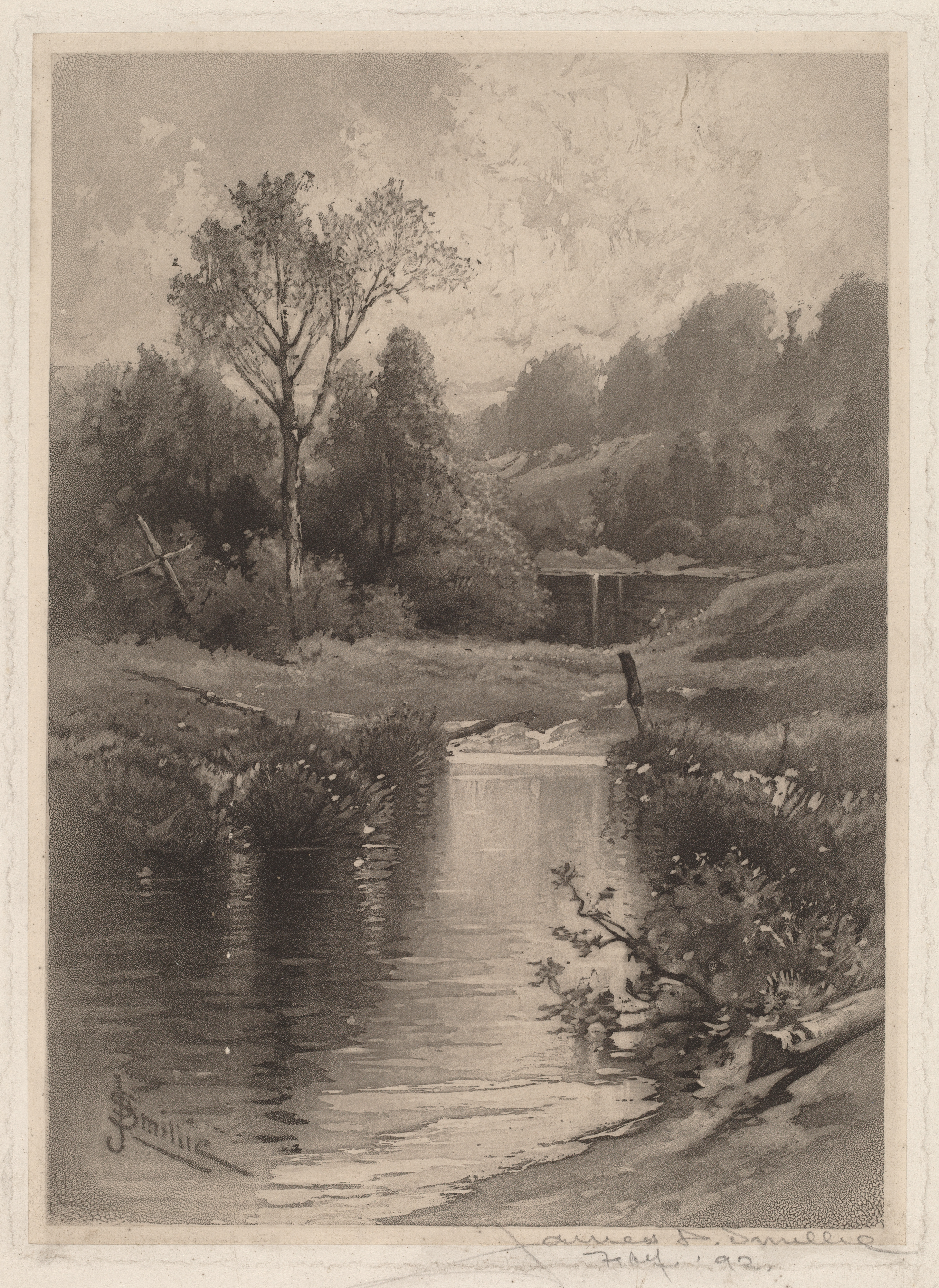
(版画)"An Old Dam Near Montrose"(1891) ナショナル・ギャラリー (ワシントン)
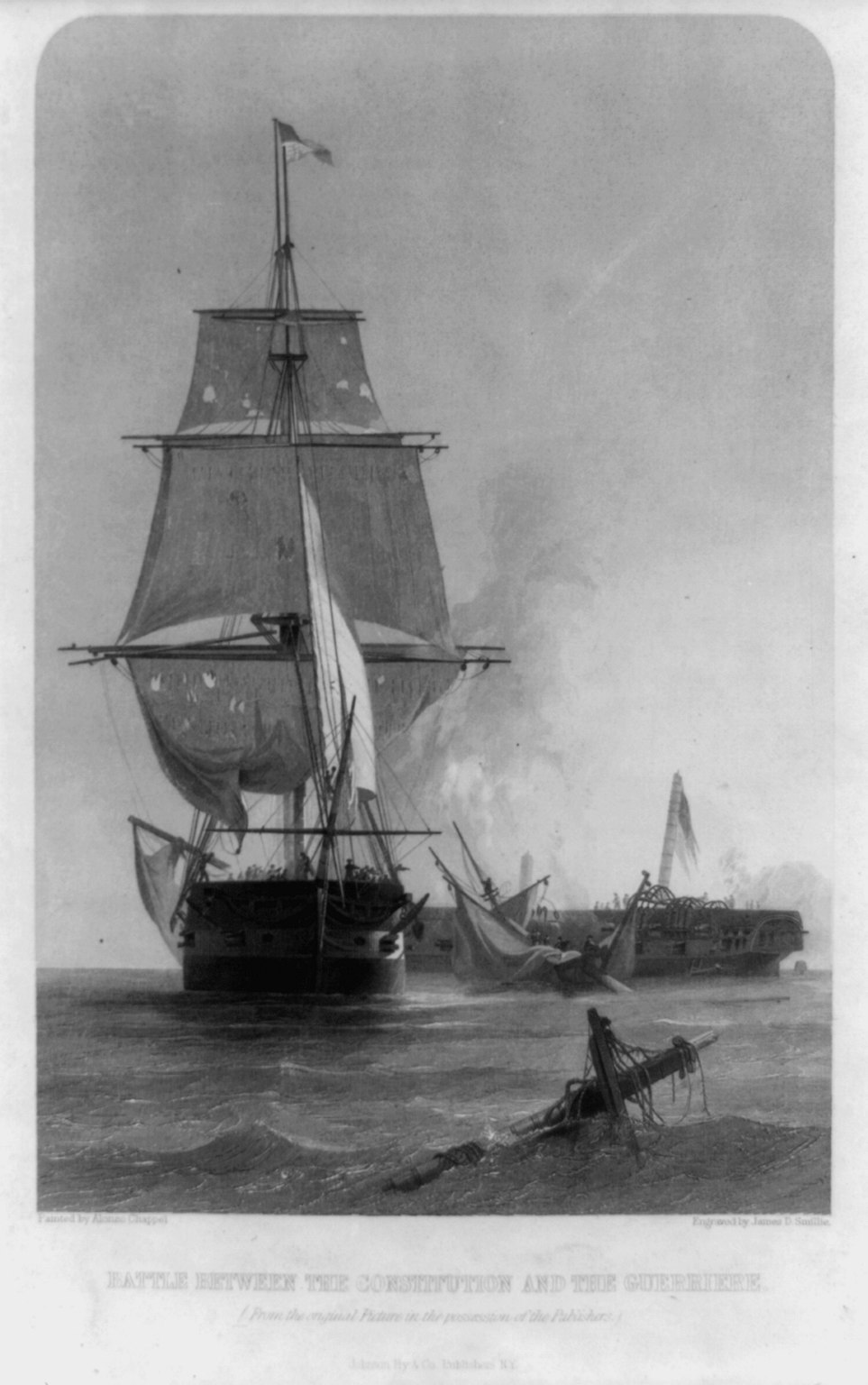
Alonzo Chappelの原画による版画

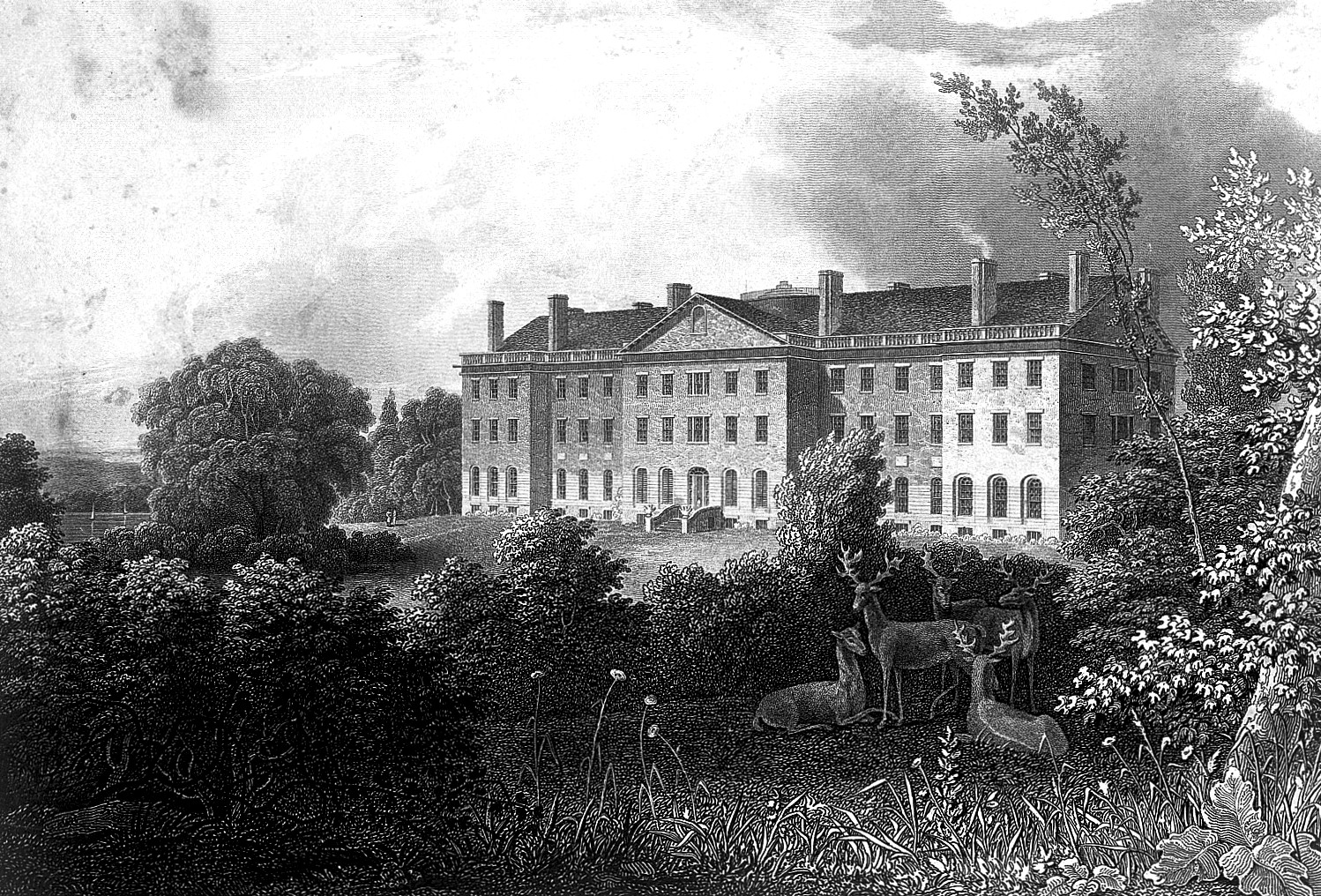
版画
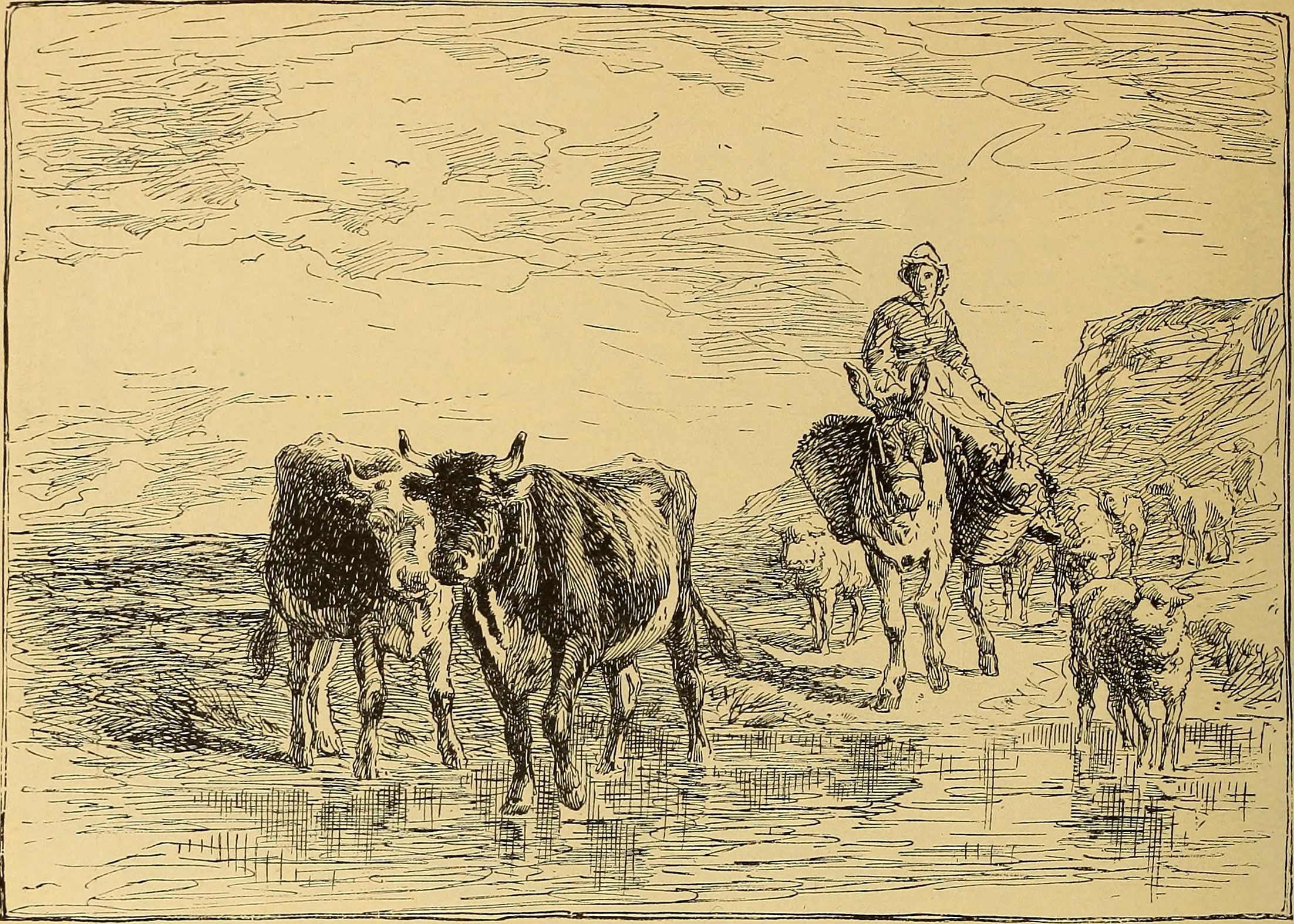
版画
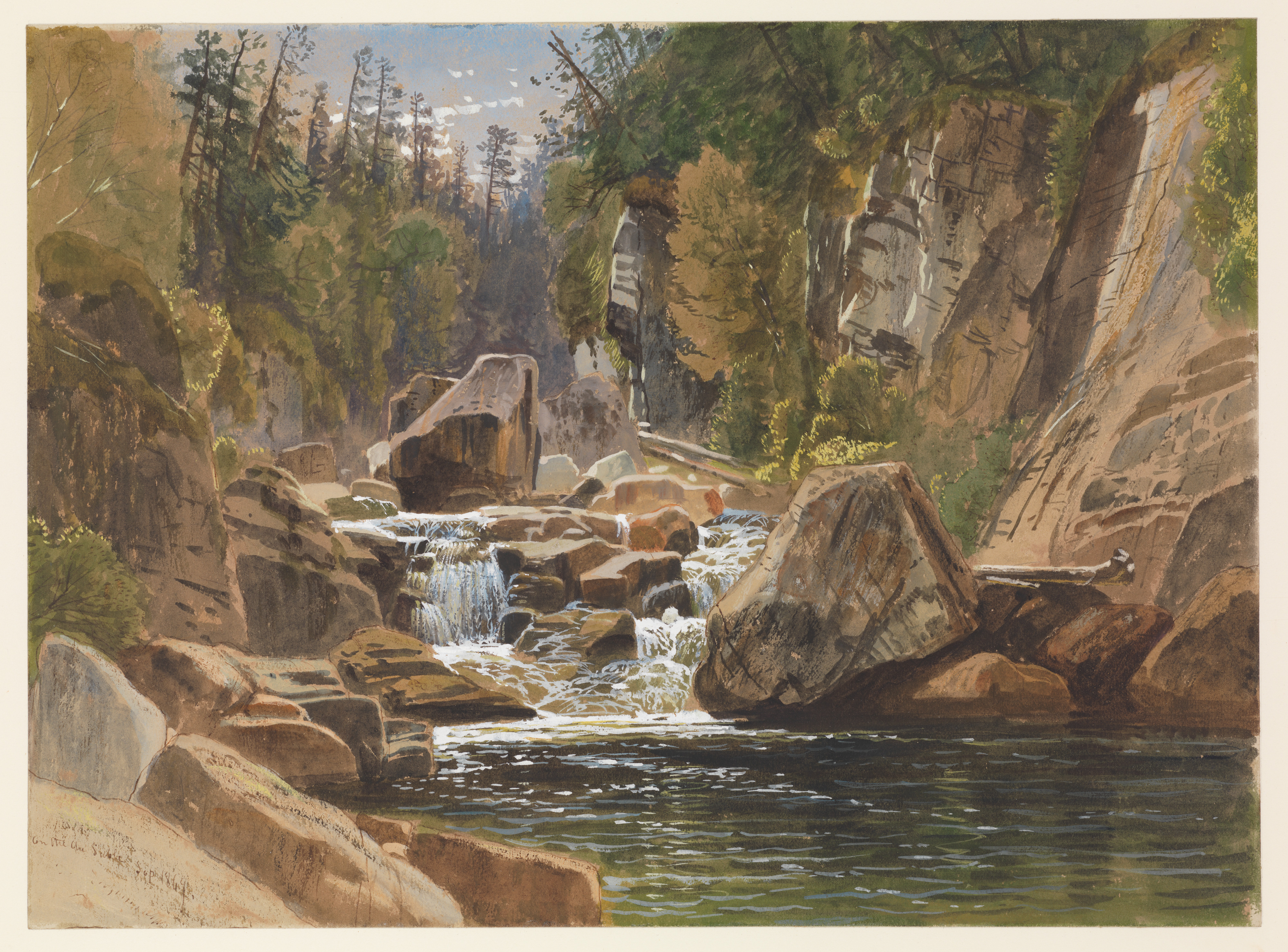
水彩